# Franco Fabrizi
Franco Fabrizi (n. 15 februarie 1916, Cortemaggiore, Emilia-Romagna, Italia – d. 18 octombrie 1995, Cortemaggiore, Emilia-Romagna, Italia) a fost un actor italian de teatru și de film. 

## Filmografie selectivă
- 1953 I vitelloni, regia Federico Fellini
- 1954 Blana de vizon (Una pelliccia di visone), regia Glauco Pellegrini
- 1955 Escrocii (Il bidone), regia Federico Fellini
- 1956 Femeia zilei (La Donna del giorno), regia Francesco Maselli
- 1957 Nu se știe niciodată... (Sait-on jamais...), regia Roger Vadim
- 1958 Adorabile și mincinoase (Adorabili e bugiarde), regia Nunzio Malasomma
- 1959 Încurcătură blestemată (Un maledetto imbroglio), regia Pietro Germi
- 1959 Un martor în oraș (Un témoin dans la ville), regia Édouard Molinaro
- 1961 Viață dificilă (Una vita difficile), r. Dino Risi
- 1963 Șoarecele din America (Le rat d'Amérique), Jean-Gabriel Albicocco
- 1965 O cunoșteam bine (Io la conoscevo bene), regia Antonio Pietrangeli
- 1966	Ce noapte, băieți! (Che notte, ragazzi!), regia Giorgio Capitani
- 1966 O chestiune de onoare (Una questione d'onore), regia Luigi Zampa
- 1967 Micul scăldător, r. Robert Dhéry
- 1970 Castanele sunt bune (Le castagne sono buone), regia Pietro Germi
- 1972 Poliția mulțumește (La polizia ringrazia), regia Steno
- 1986 Ginger și Fred (Ginger e Fred), regia Federico Fellini